# ارنی دیویس
ارنی دیویس (انگلیسی: Ernie Davies; ۳۱ ژانویهٔ ۱۹۱۶ – ۱۷ اوت ۱۹۴۲) بازیکن فوتبال بود.